# Shunto Nagata
Shunto Nagata (jap. 永田駿斗 Nagata Shunto; ur. 3 kwietnia 1996) – japoński lekkoatleta specjalizujący się w biegach sprinterskich. 
W 2013 w Doniecku został brązowym medalistą mistrzostw świata juniorów młodszych  w sztafecie szwedzkiej oraz dotarł do półfinału biegu na 100 metrów. 
Rekord życiowy: bieg na 100 metrów – 10,54 (15 września 2012, Nagasaki); bieg na 200 metrów – 21,20 (11 sierpnia 2012, Sasebo).

## Osiągnięcia
| Rok  | Impreza                               | Miejsce | Konkurencja        | Lokata     | Wynik   |
| ---- | ------------------------------------- | ------- | ------------------ | ---------- | ------- |
| 2013 | Mistrzostwa świata juniorów młodszych | Donieck | bieg na 100 metrów | półfinał   | 10,87   |
| 2013 | Mistrzostwa świata juniorów młodszych | Donieck | sztafeta szwedzka  | 3. miejsce | 1:50,52 |